# Maria Wilhelmina von Neipperg

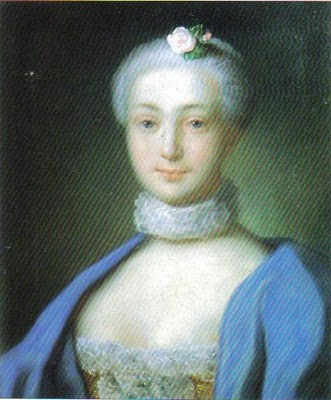
Maria Wilhelmina von Auersperg

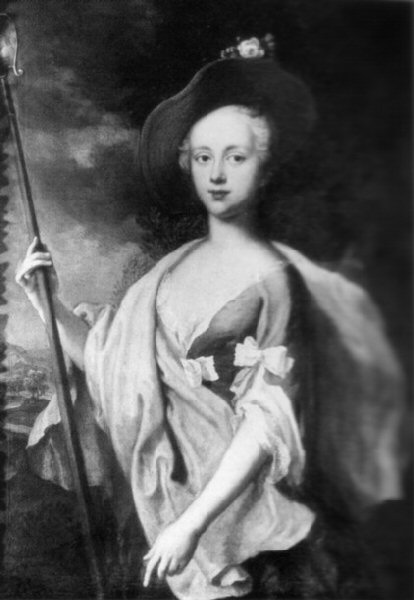
Maria Wilhelmina von Auersperg

Contessa Maria Wilhelmina von Neipperg (poi Principessa di Auersperg; 30 aprile 1738 – 21 ottobre 1775) è stata una nobildonna tedesca, amante di Francesco I di Lorena.

## Biografia
Figlia del Conte Wilhelm Reinhard von Neipperg e della Contessa Maria Franziska Theresia von Khevenhüller-Frankenburg, suo padre era amico e insegnante dell'Imperatore Francesco I. Comparve alla corte imperiale nel 1755. L'Imperatore si infatuò presto della Contessa. La sua consorte, Maria Teresa d'Austria, Regina d'Ungheria e Boemia, gli aveva dato sedici figli e da allora lui cominciò a perdere interesse verso di lei.
Nell'aprile 1756, sposò il principe Giovanni Adamo Giuseppe, figlio di Enrico Giuseppe di Auersperg e Maria Domenica del Liechtenstein, ma continuò la liaison con l'Imperatore fino alla sua morte nel 1765. Il Principe e la Principessa von Auersperg non ebbero figli. Joachim Wilhelm von Brawe le dedicò una tragedia.